# Кудаковский, Лев Власович
Лев Вла́сович Кудако́вский (29 сентября 1918, Владивосток — 29 июля 1944, Вабальнинкас, Литва) — командир батальона 992-го стрелкового полка 306-й стрелковой дивизии 43-й армии 1-го Прибалтийского фронта, майор, Герой Советского Союза.

## Биография
Родился 29 сентября 1918 года в городе Владивосток в семье служащего Власа Макаровича Кудаковского, бывшего крестьянина-переселенца из села Рогинцы Роменского района Сумской области. Украинец. Окончил школу-восьмилетку. С 1934 года недолго жил в Москве. В 1935 году переехал в подмосковную Балашиху, где окончил школу рабочей молодёжи № 2, завершив среднее образование. В 1937 году поступил на военный факультет Государственного центрального ордена Ленина института физической культуры имени И. В. Сталина, который окончил в мае 1941 года. Воинскую службу начал преподавателем физподготовки в Горьковском училище зенитной артиллерии. В сентябре 1941 года переведён на аналогичную должность в Пензенское училище дивизионной артиллерии. С ноября 1941 года ― инструктор лыжной подготовки 20-й запасной лыжной бригады.
Участник Великой Отечественной войны с 25 февраля 1942 года. Воевал на Калининском фронте в составе 145-й стрелковой дивизии сначала командиром роты 406-го стрелкового полка, затем заместителем командира батальона 599-го стрелкового полка. С февраля 1943 года ― командир батальона 406-го стрелкового полка. После ранения в ноябре 1943 года был направлен в 306-ю стрелковую дивизию. Сначала командовал отдельным лыжным батальоном, а с марта 1944 года — стрелковым батальоном 992-го стрелкового полка.
Командир батальона майор Л. В. Кудаковский 24 июня 1944 года в числе первых переправился через реку Западная Двина у деревни Шарипино Бешенковичского района Витебской области (Белоруссия), затем организовал переправу батальона.
Указом Президиума Верховного Совета СССР от 22 июля 1944 года за мужество и отвагу, умелое руководство подразделениями в боях против немецко-фашистских захватчиков во время форсирования Западной Двины, майору Кудаковскому Льву Власовичу присвоено звание Героя Советского Союза.
Заслуженные награды орден Ленина и медаль «Золотая Звезда» получить не успел. В одном из ожесточённых боёв за освобождение Прибалтики майор Л. В. Кудаковский был смертельно ранен. 29 июля 1944 года он скончался от ран. Похоронен на военном кладбище в городе Вабальнинкас (Литва).
Приказом Министра Обороны СССР Л. В. Кудаковский навечно зачислен в списки воинской части.

## Память
- Мемориальная доска на доме, где жил Герой во Владивостоке.
- Памятный стенд на аллее Героев в городе Ромны.
- Мемориальная доска на аллее Героев в Балашихе.
- В честь Л. В. Кудаковского названа улица в Балашихе, а также средняя школа № 7 Владивостока.